# Лас-Габіас
Лас-Габіас (ісп. Las Gabias) — муніципалітет в Іспанії, у складі автономної спільноти Андалусія, у провінції Гранада. Населення — 17 415 осіб (2010).
Муніципалітет розташований на відстані близько 360 км на південь від Мадрида, 7 км на південний захід від Гранади.
На території муніципалітету розташовані такі населені пункти: (дані про населення за 2010 рік)
- Габія-Чика: 708 осіб
- Габія-Гранде: 12194 особи
- Іхар: 4513 осіб

## Демографія
Динаміка населення (INE ):

## Галерея зображень

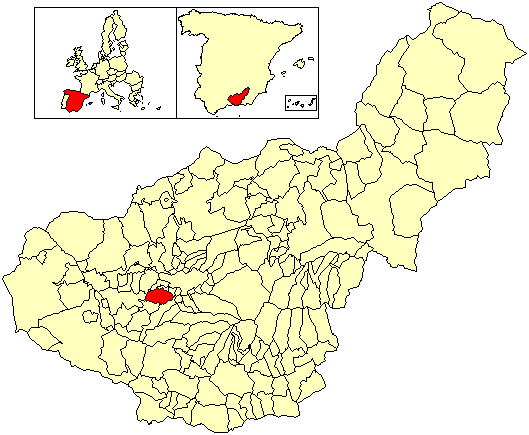
Розташування муніципалітету Лас-Габіас у провінції Гранада